# Norodom Monissara
Norodom Monissara (né à Phnom-Penh le 14 septembre 1922 et mort en avril 1975) est un haut fonctionnaire et diplomate cambodgien.
Il est le fils du prince Norodom Phanuvong (1871 - 1934), Premier Ministre sous le Roi Sisowath et de la princesse Sisowath Bophasy (1901-1957), sœur aînée du prince Sisowath Youtevong. Il est donc le neveu du Prince Sisowath Youtevong et le cousin germain du Roi Norodom Suramarit.

## Biographie
Norodom Monissara a commencé ses études à Phnom Penh à l'école François Baudoin, puis au lycée Norodom. À la fin de ses études, il entre pour trois mois au monastère de Vatt Nuon Moniram, appelé aussi Vatt Than (car fondé par Khun Than, favorite du roi Norodom), pour parfaire ses connaissances en sanscrit et pâli. Il est ensuite envoyé en France, à Paris, au début des années 1950 pour un stage au Quai d'Orsay. À son retour à Phnom Penh, il entame une carrière au Ministère des affaires étrangères tout en étant le secrétaire particulier de Son Excellence Samdech Son Sann. 
À partir de 1955, il est Directeur du Protocole au ministère des affaires étrangères, avant d'être nommé chargé d'affaires à l'ambassade royale du Cambodge à Bangkok (1961-1963), puis à Manille (1963-1965). Il revient ensuite reprendre ses fonctions de Directeur de cabinet du ministre des affaires étrangères, qui n'est autre que son demi-frère, le prince Norodom Phurissara. À la fin des années 1960, il est nommé Secrétaire Général du ministère des affaires étrangères. Lors de la visite du Général de Gaulle au Cambodge en septembre 1966, le prince Norodom Monissara est le Directeur du Protocole officiel de toute la visite d'État. En 1968, il est ambassadeur du Cambodge à Canberra. De mars à mai 1973, il est mis aux arrêts par la République Khmère. Il sera assassiné avec la plupart de ses enfants et petits-enfants peu de temps après la prise de Phnom Penh par les Khmers Rouges en 1975.

## Vie privée
Le prince Norodom Monissara a eu quatre épouses et douze enfants:
- de son union avec Neak Moneang Khek Samreth : 
  - le prince Norodom Chantaravouth (19 juin 1939-1975)
  - la princesse Norodom Ponnarangsey (14 novembre 1943-28 décembre 2018)
  - le prince Norodom Nubbhivan (21 novembre 1947-1975)

- de son union avec Neak Moneang Chan Yonn (parente de la Reine Ang Mey) : 
  - la princesse Norodom Daravadey (20 octobre 1941-16 février 2012)
  - la princesse Norodom Botum Bopha (28 avril 1945-1975)
  - le prince Norodom Vuthamoni (28 août 1946-1975)
  - la princesse Norodom Makharasi (4 février 1948-1975)
  - la princesse Norodom Suvann Neary (29 novembre 1951)
  - la princesse Norodom Bophavadey (17 mai 1953-1975)
  - la princesse Norodom Monidara (11 août 1954-1975)

- de son union avec Neak Moneang San Saem : 
  - la princesse Norodom Saorot (1er novembre 1948-1975)

- de son union avec Neak Moneang Su Mut : 
  - la princesse Norodom Sutamuni (29 octobre 1955-1975)